# Stenodema vicinum
Stenodema vicinum är en insektsart som först beskrevs av Léon Abel Provancher 1872.  Stenodema vicinum ingår i släktet Stenodema och familjen ängsskinnbaggar. Inga underarter finns listade i Catalogue of Life.